# Kostel svatého Havla (Sulkovec)
Kostel svatého Havla v Sulkovci je římskokatolický kostel zasvěcený sv. Havlovi. Je farním kostelem farnosti Sulkovec. Je chráněn jako kulturní památka.

## Historie
Současný barokní kostel byl vystavěn mezi lety 1735–1736, kdy nahradil původní kostel neznámého stáří. Roku 1845 uhodil do věže blesk, následkem čehož pukl zvon v ní zavěšený. Ještě téhož roku byl však ulit nový. Roku 1847 proběhla větší oprava kostela, kdy byla mimo jiné vyměněna střecha a okna. Další opravy, při kterých byl vyměněn kůr, proběhly roku 1899. Roku 1905 byla opět vyměněna střecha. V roce 1956 byla vyměněna venkovní fasáda a roku 1959 provedena nová elektroinstalace. Roku 1967 byla vyměněna dlažba a roku 1967 opravena střecha. Roku 1978 byly pořízeny nové věžní hodiny. V roce 1986 byly provedeny liturgické úpravy nařízené II. vatikánským koncilem. Roku 1991 byla vyměněna fasáda kostela a v roce 1995 byla oplechována horní část věže.

## Vybavení
V kněžišti se kromě hlavního oltáře z roku 1893, a na něm umístěným svatostánkem, oltářním obrazem sv. Havla, obrazem Zvěstování Páně a soch Nejsvětějšího Srdce Páně a Panny Marie nachází také obětní stůl z roku 1986. Zdobí jej dřevořezba Večeře Páně z roku 1987. Kromě hlavního oltáře je taktéž v přední části kostela umístěn boční oltář s obrazem sv. Isidora. Na kůru jsou umístěny varhany z roku 1964. Stěny zdobí malovaná křížová cesta z roku 1893. Mezi další vybavení zde patří dřevěné lavice z roku 1947, křtitelnice z roku 1908, sochy světců, zpovědnice nebo kazatelna. Roku 1922 byl požehnán a do věže zavěšen nový zvon jako náhrada za starý, odvezený během první světové války, který však není ve věži sám.

## Exteriér
Kostel stojí uprostřed hřbitova s márnicí na místní návsi nedaleko fary. Stojí před ním kromě litinového kříže z roku 1878 také výklenková kaplička s památkově chráněnou kamennou barokní sochou sv. Jana Nepomuckého.